# Jordan Radicskov
Jordan Dimitrov Radicskov, Йордан Димитров Радичков (Kalimanica, 1929. október 24. – Szófia, 2004. január 21.) bolgár író.

## Élete
1947-ben érettségizett Berkovicában. 1951-ben a Народна младеж című lap helyi tudósítója, 1952és 1954 közt szerkesztője volt. 1954 és 1960 közt a Вечерни новини című lap szerkesztőjeként dolgozott. Első novellái is e lapban jelentek meg.  
Első önálló kötete, a Сърцето бие за хората 1959-ben jelent meg, ezt követte a Прости ръце 1961-ben és az Обърнато небе 1962-ben. Ezek az alkotásai a szocialista realizmus stílusában fogantak, ezt fokozatosan felváltotta a folklorisztikus elemekkel, népi humorral kombinált groteszk, parodisztikus stílus. 
Munkái tárgyát megfosztotta természetes környezetüktől, kiragadta őket kontextusukból, a valóságot egyfajta komikus színjátékká formálta át. A fantasztikum és a valóság keveredik Radicskov munkáiban, a modern ipari civilizáció képei vegyülnek a távoli, mitikus múlt elemeivel, emiatt stílusát egyfajta "balkáni mágikus realizmusként" is említik. Ezt a parodisztikus stílust kezdetben ellenségesen fogadta a bolgár kommunista párt, sokszor primitivizmussal, eszkapizmussal és agnoszticizmussal vádolták. Írásai java részének főhősei szülőföldje, Északnyugat-Bulgária néprajzának jellegzetes alakjai. Az a tény, hogy szülőfaluja, Kalimanica megsemmisült (1983-ban az Ogosta duzzasztógát vize alá került) visszatérő elem lett írásaiban. Alkotásai másik fő témája a természet és a vadon élő állatok. Az évek során komoly népszerűségre tett szert úgy hazájában, mint a nemzetközi közösségben, 2001-ben Irodalmi Nobel-díjra is jelölték. 
1966-ban filmforgatókönyvet írt Горещо пладне címmel, ez egy folyóban csapdába esett fiú megmentéséről szól. A film hatalmas sikert aratott. 1969-es regénye, a Барутен буквар Bulgáriában először beszélt a szocializmusról a fantázia, a népi bölcsességek és a trágárság keverékének erőteljes keverék-nyelvezetén (az addig megszokott erőteljesen idealizáló felfogás helyett). Számos elismert gyermekkönyvet is írt, ezek közül az 1968-ban megjelent Ние, врабчетата különösen népszerű. Munkáit gyakran saját absztrakt rajzaival illusztrálta. Különösen híres volt nyelvezetéről, kritikusai kijelentették, hogy "Radicskov munkáinak igazi főszereplője a szó". Bolgár kultúrára gyakorolt hatásának egyik legnagyobb megnyilvánulása az a tény, hogy munkái számos neologizmust  és kifejezést vezettek be a bolgár mindennapokba.
Számos irodalmi, színházi és filmes díjat kapott úgy hazájában, mint külföldön. Bulgária közéletének kiemelkedő alakja volt, 1962-től a Bolgár Írószövetség tagja, 2001-ben a Bolgár Szocialista Párt képviselője volt, de e tisztségéről hamar lemondott, s élete utolsó éveiben egyre inkább visszavonult a politikától. Munkáit több, mint harminc nyelvre fordították le.

## Magyarul megjelent művei
- Kecskeszakáll. Elbeszélések; vál., utószó Juhász Péter, ford. Juhász Péter, Karig Sára; Európa, Bp., 1969 (Modern könyvtár)
- Zűrzavar / Január. Két dráma; ford., utószó Juhász Péter; Európa, Bp., 1977 (Modern könyvtár) ISBN 963071051x
- Mi, verebecskék; ford. Király Zoltán, ill. a szerző; Móra, Bp., 1979  ISBN 9631115224
- Repülési kísérlet / Lazarica. Két dráma; ford., utószó Csíkhelyi Lenke; Európa, Bp., 1984 (Modern könyvtár)  ISBN 9630736977
- A léggömb (novella, Mai bolgár elbeszélők c. antológia, Európa Kiadó, 1965)
- A bolhák (novella, Égtájak c. antológia, Európa Kiadó, 1967)
- Január (novella, Még egyszer a delfinekről c. antológia, Európa Kiadó, 1973)
- A kiskatona (novella, Pokolraszállás c. antológia, Európa Kiadó, 1975, ISBN 9630704293)
- Muskotály (novella, Égtájak c. antológia, Európa Kiadó, 1976)
- A szűrköpönyeg (novella, Történetek a hőstettről c. antológia, Európa Kiadó, 1977, ISBN 9630712105)
- A bőrdinnye (novella, Galaktika 29., 1978)
- Különös repülő testek (novella, Galaktika 29., 1978)

## Fordítás
- Ez a szócikk részben vagy egészben  a   Yordan Radichkov című angol Wikipédia-szócikk ezen változatának fordításán alapul.  Az eredeti cikk szerkesztőit annak laptörténete sorolja fel. Ez a jelzés csupán a megfogalmazás eredetét és a szerzői jogokat jelzi, nem szolgál a cikkben szereplő információk forrásmegjelöléseként.